# Heerlijkheid Gundelfingen
Gundelfingen was een in de Zwabische Kreits gelegen heerlijkheid binnen het Heilige Roomse Rijk.
Omstreeks 1105 verschijnen de heren van Gundelfingen in de geschiedenis. Waarschijnlijk waren ze verwant met de heren van Justingen en Steußlingen. Het lukte de familie om in het midden van de dertiende eeuw een klein territorium langs de Lauter en de Donau op te bouwen. Na de stichting van de stad Hayingen in het midden van de dertiende eeuw, verplaatst het zwaartepunt van hun bezit zich daarheen.  
Na een aantal delingen binnen de familie zijn er op een gegeven moment elf heerlijkheden ontstaan. 
Hohen-Gundelfingen werd omstreeks 1300 aan het aartshertogdom Oostenrijk verkocht. Daarna werd de heerlijkheid door Oostenrijk meermalen verpand.
Nieder-Gundelfingen werd in het midden van de dertiende eeuw opnieuw gebouwd en was tot 1407 in handen van een tak van het huis Gundelfingen. Van 1407 tot 1617 was het een bezitting van de heren van Stein-Klingenstein, daarna van de familie Reichlin-Meldegg.
Na het uitsterven van de heren van Gundelfingen in 1546 kwam hun bezit aan de graven van Helfenstein. Deze graven hadden het graafschap Helfenstein in 1396 aan de rijksstad Ulm verkocht en Gundelfingen was hun belangrijkste bezitting. 
Na de dood van Georg Willem, de laatste graaf van Helfenstein, in 1627 vererfden de heerlijkheden Meßkirch en Gundelfingen aan zijn zuster, Johanna Eleonora. Deze was gehuwd met graaf Wratislaw van Fürstenberg van de tak in het Kinzigthal. Deze tak neemt nu de naam Fürstenberg-Meßkirch aan. Onder hun bewind werd de bestuurszetel verplaatst van Hayingen naar Neufra.
Na het uitsterven van Fürstenberg-Meßkirch in 1744 werden hun bezittingen verenigd met Fürstenberg-Stühlingen.
Artikel 24 van de Rijnbondakte van 12 juli 1806 stelt de heerlijkheden Gundelfingen en Neufra onder de soevereiniteit van het koninkrijk Württemberg: de mediatisering.